# Lista de membros correspondentes da Academia Brasileira de Ciências empossados em 2023
Esta lista contém os nomes dos membros correspondentes da Academia Brasileira de Ciências empossados em 2023.
| Imagem | Nome                    | Datas de nascimento e falecimento | Local de nascimento | Área de especialização | Alma mater                              | Data de posse         | Conhecido por                                                                                                 | Referências |
| ------ | ----------------------- | --------------------------------- | ------------------- | ---------------------- | --------------------------------------- | --------------------- | --- | ----------- |
|        | Alberto Mantovani       | 29 de outubro de 1948             | Milão, Itália       | Ciências da Saúde      | Universidade de Milão                   | 01 de janeiro de 2023 | Recebeu o Prêmio Robert Koch (2016)                                                                           | [ 2 ]       |
|        | Béla Bollobás           | 03 de agosto de 1943              | Budapeste, Hungria  | Ciências Matemáticas   | Universidade de Budapeste               | 01 de janeiro de 2023 | 'Polinômios de Bollobás e Riordan' e o 'teorema de Bishops, Phelps e Bollobás'. Foi orientado por Paul Erdős. | [ 3 ]       |
|        | Hans Lischka            | 26 de julho de 1943               | Viena, Áustria      | Ciências Químicas      | Universidade de Viena                   | 01 de janeiro de 2023 | | [ 4 ]       |
|        | Hernan Makse            | 08 de novembro de 1966            |                     | Ciências Físicas       | Universidade de Buenos Aires            | 01 de janeiro de 2023 | | [ 5 ]       |
|        | Igor Correia de Almeida | 29 de julho de 1960               |                     | Ciências Biomédicas    | UEPB                                    | 01 de janeiro de 2023 | | [ 6 ]       |
|        | Jitender P. Dubey       |                                   |                     | Ciências Agrárias      |                                         | 01 de janeiro de 2023 | Identificou Neospora caninum e Sarcocystis neurona.                                                           | [ 7 ]       |
|        | Paras Nath Prasad       | 06 de abril de 1946               | Sitamarhi, Índia    | Ciências Físicas       | Universidade de Biar Dr. B. R. Ambedkar | 01 de janeiro de 2023 | Recebeu Bolsa Guggenheim (1997)                                                                               | [ 8 ]       |
|        | Marcia Caldas de Castro | 19 de setembro de 1964            |                     | Ciências da Saúde      | UERJ                                    | 01 de janeiro de 2023 | | [ 9 ]       |